# 電磁粉体クラッチ
電磁粉体クラッチ（でんじふんたいクラッチ、英語: electromagnetic powder clutch）または磁性粒子クラッチ（英語: magnetic particle clutch）は、摩擦板を使用しない特殊な種類の電磁クラッチである。摩擦板の代わりとして、磁気感受性材料（典型的にはステンレス鋼）の微粉末を使用して、一方のシャフトに接続された何もなければ自由に回転するディスクを他方のシャフトに接続されたローターへと機械的に連結する。
このクラッチは粉体クラッチの一つである。トルクは金属粉充填物を通して、機械的に伝達される。磁気制御版では、印加磁場が所定位置に粒子を固定するために使われる。しかし純粋な磁気カップリングとは異なり、この磁場は磁気的なトルクの伝達には関与しない。
磁場がコイルによって粉体に印加される時、ディスクとローターを連結する鎖が形成される。鎖の強度は磁場の強度に依存する。粉体に印加されている磁場が存在しなければ、粉体は自由に流動している。この状態において、クラッチは入力シャフトと出力シャフトが係合していない状態で自由に回転することができる。磁性粒子クラッチによって装置の制御がより容易になり、さらに機械部品の寿命が延びる。

## 構成要素
- 電気コイル - 粒子が反応するための磁場を生み出す。
- 入力シャフト - 駆動力に接続されている主シャフトの端。
- 出力シャフト - クラッチの逆側にあるシャフト。このシャフトはクラッチがどの程度噛み合っているかによって影響される。
- ベアリング - 入力シャフトと出力シャフトが結合せずに自由に回転することを可能にする。
- 磁性粒子 - クラッチ内部の粉状の磁性物質

## 応用
1970年代末と1980年代初頭に、高速ラインプリンターにおいて、アルファベットを含んでいる96行以上、46列以上が刻印された回転ドラムを停止するために使われた。ドラムは、適切な列においてハンマーがインクと紙を打っている間、クラッチによって瞬間的に停止された。ドラムが1回転する毎に、文字と記号からなる1行が作り出される。これらのドラムは毎分300から1200回転で回転した。
工場でも、一巻き分の材料が巻かれない速度を制御するために電磁粉体クラッチが使われてきた。この実例は製紙工場で見ることができる。製紙工場では、材料を一定の速度でローラーへと供給する必要がある。これらのクラッチによって、材料にかかる張力を維持しながら、適切な速度でローラーへと材料を供給することができる。
磁性粒子クラッチは周期制御においても使われる。磁性粒子クラッチによって、周期が完了するまでの間、一定のトルクを持つことができます。この好例がボトルにキャップをはめる機械である。
磁性粒子クラッチはジム設備でも見られる。例えば、ベルトの速度を滑らかに制御するためにトレッドミルで使われている。また、異なる体重の人が利用した時に掛かる過負荷から機械の電気モーターを保護するために使われている。

## 利点
摩擦板クラッチと比べて優れている点:
- 固着・すべり現象（英語版）を示さない。
- トルクを容易かつ素早く制御できる。
- 摩耗に対してより耐性がある。
- 連続して滑りが起こるような用途でも使うことができる。
- 応答時間が非常に速い。
- 過負荷保護
- ソフトな始動の用途でとてもうまく機能する。

## 欠点
- 従来型クラッチシステムよりも価格が高くなりうる。
- 磁場を制御するための電源を必要とする。